# Embarcadero RAD Studio
Embarcadero RAD Studio — це інтегроване середовище швидкої розробки програмного забезпечення виробництва компанії Embarcadero, яке працює під Microsoft Windows і підтримує розробку застосунків для операційних систем Microsoft Windows x86 та x64, Mac OS x86, Apple iOS та Android. 
Поточна версія Embarcadero RAD Studio XE6 поєднує в собі Embarcadero Delphi XE6 і Embarcadero C++ Builder XE6.

## Загальний огляд
Embarcadero RAD Studio XE6 дозволяє:
- Створювати нативні застосунки для Windows, Mac і мобільних iOS та Android з використанням єдиної бази коду
- Компілювати 64-бітні застосунки Windows
- Зв'язувати будь-які контроли з іншими об'єктами або наборами даних за допомогою LiveBindings
- Отримувати універсальний доступ до баз даних рівня підприємства за допомогою FireDAC
- Модернізувати застосунки Windows використовуючи нові компоненти і стилі
- Розширювати застосунки Windows за допомогою мобільних супутніх застосунків
- Отримувати доступ до хмарних BaaS і REST сервісів

## Зовнішні посилання
- Embarcadero RAD Studio - Офіційний сайт [Архівовано 30 травня 2014 у Wayback Machine.](англ.)
- Embarcadero Delphi - Офіційний сайт [Архівовано 25 червня 2013 у WebCite](англ.)
- Embarcadero C++ Builder - Офіційний сайт [Архівовано 9 травня 2013 у Wayback Machine.](англ.)

| Програмне забезпечення | Це незавершена стаття про програмне забезпечення. Ви можете допомогти проєкту, виправивши або дописавши її. |